# 김하락
김하락(金河洛, 1846년 ~ 1896년)은 조선 말기의 의병장이다. 본관은 의성(義城), 자는 계삼(季三), 호는 해운당(海雲堂)이다.

## 생애
경상북도 의성 출생으로 후에 서울로 이주하였다. 천문·지리·병서·의학서 등을 널리 탐독하였다.

### 의병 활동
1895년 11월 단발령이 내려지자 이종동생 조성학(趙成學)과 동지 구연영(具然英)·김태원(金泰元)·신용희(申龍熙) 등과 더불어 16일 이른 새벽에 한강을 건너 이천으로 향했다. 17일 이천군에 들러 화포군 도령장(火砲軍都領將) 방춘식(方春植)과 포군 중에서 100여 명을 징발해 의병을 모집하는 임무를 맡게 하였다.

이천을 중심으로 포군을 확보하고 이천의 서쪽 이현(梨峴)에 머물면서 동지들을 양근·지평(구연영)·광주(조성학)·안성(김태원)·음죽(신용희) 등 각지로 파견해 의병을 모으게 하였다. 그러나 안성에서는 이미 민승천(閔承天)이 창의하고 있었으므로, 그와 함께 연합해 대오를 편성하였다.

이에 민승천을 이천 창의대장으로 추대하고, 자신은 각 군 도지휘가 되었다. 12월 5일 새벽 광주 노루목〔獐項〕장터를 장악했으나 12월 30일 적 2백 여명의 습격을 받아 고전하다가, 일기불순의 악조건에서 결국 이현을 빼앗기고 말았다.

이듬해 1월 흩어진 병사를 모아 대오를 정비하고 훈련을 실시하는 한편, 의진을 재편성하였다. 대장에 박준영(朴準英), 여주대장에는 심상희(沈相禧)를 추대하고, 자신은 군사 겸 지휘가 되었다.

1월 30일 이천에서 남한산성을 점령, 확보하였다. 그러나 의병장 박준영과 광주유수 김귀성이 관군의 유혹에 넘어가 성문을 열어주어 2월 21일 산성이 함락되었다.

군사 9개 연대를 거느리고 의진을 영남지방으로 옮길 것을 결심, 안동을 거쳐 호서의진의 서상열과 합세하기도 하면서 의성에 이르렀다. 의성의 오혁주(吳赫周), 영덕의 신돌석(申乭石), 안동의 유시연(柳時淵) 등과 이합집산을 거듭하였다.

### 최후
안동 화촌(花村)으로 들어가는 길에 흥해진(興海津)을 거쳐 영덕으로 들어가려는 300여 명의 적군을 토벌하던 중 총상을 당하자 강물에 투신해 순국하였다.

## 사후
- 대한민국 정부는 그의 공훈을 기려 1982년 건국훈장 대통령장을 추서하였다.

## 유고
- 유고로는 『김하락진중일기 (金河洛陣中日記)』가 있다.

## 같이 보기
- 신돌석
- 독립유공자로 대통령장을 수여받은 사람

## 참고 자료
- 김하락 (한국민족문화대백과, 한국한중앙연구원)